# Gimnotídeos
Gimnotídeos (nome científico: Gymnotidae) é uma família de peixes conhecidos popularmente como tuvira, sarapó, ituí etc. No Brasil, compreende cerca de 30 espécies. O representante mais conhecido do grupo talvez seja o peixe-elétrico, também conhecido como poraquê (Electrophorus electricus), que é encontrado na bacia amazônica.

## Características
Os gimnotídeos possuem um corpo alongado; a nadadeira anal é muito longa, porém não possuem as nadadeiras dorsais, ventrais e, frequentemente, também a caudal. Deslocam-se na água por meio de movimentos ondulatórios da nadadeira anal e, por isso, são animais lentos e desajeitados. A abertura branquial é muito estreita e a abertura anal está localizada sob a cabeça, logo atrás da garganta. A boca é não protrátil (ou seja, não pode ser alongada para frente) e é limitada por pré-maxilares e maxilares.
Uma característica importante quanto aos ambientes onde são encontrados este peixe refere-se ao teor de oxigênio dissolvido, que pode variar significativamente, evidenciando sua adaptação a ambientes inóspitos. Como a tuvira possui respiração aérea acessória, tais condições não se constituem em restrição, permitindo-lhe sobreviver nesses ambientes anóxicos. Além disso, um outro fator também digno de nota, é o de que todos os gimnotídeos possuem hábitos noturnos.
Por certo tempo, acreditou-se que, em tal família de peixes, apenas o poraquê, da Amazônia, era capaz de produzir descargas elétricas. Hoje, sabe-se que todos os gimnotídeos têm essa capacidade peculiar. Na maioria deles, porém, as descargas elétricas são tão fracas que só podem ser percebidas através de aparelhos detectores muito sensíveis. Estes peixes utilizam-se dessa emissão para detectar objetos ou outros organismos presentes na água, pois possuem um aparelho receptor, relacionado com a linha lateral, que capta qualquer modificação do campo elétrico que criam ao redor do corpo.

## Espécies
Existem pelo menos 39 espécies conhecidas nesta família:
- Gênero Electrophorus
  - Enguia-elétrica, Poraquê, Electrophorus electricus (Linnaeus, 1766).
- Gênero Gymnotus
  - Gymnotus anguillaris Hoedeman, 1962.
  - Gymnotus arapaima Albert & Crampton, 2001.
  - Gymnotus ardilai Maldonado-Ocampo & Albert, 2004.
  - Gymnotus bahianus Campos-da-Paz & Costa, 1996.
  - Gymnotus carapo Linnaeus, 1758.
  - Gymnotus cataniapo Mago-Leccia, 1994.
  - Gymnotus chimarrao
  - Gymnotus choco Albert, Crampton & Maldonado, 2003.
  - Gymnotus coatesi La Monte, 1935.
  - Gymnotus coropinae Hoedeman, 1962.
  - Gymnotus curupira Crampton, Thorsen & Albert, 2005.
  - Gymnotus cylindricus La Monte, 1935.
  - Gymnotus diamantinensis Campos-da-Paz, 2002.
  - Gymnotus esmeraldas Albert & Crampton, 2003.
  - Gymnotus henni Albert, Crampton & Maldonado, 2003.
  - Gymnotus inaequilabiatus (Valenciennes, 1842).
  - Gymnotus javari Albert, Crampton & Hagedorn, 2003.
  - Gymnotus jonasi Albert & Crampton, 2001.
  - Gymnotus maculosus Albert & Miller, 1995.
  - Gymnotus mamiraua Albert & Crampton, 2001.
  - Gymnotus melanopleura Albert & Crampton, 2001.
  - Gymnotus obscurus Crampton, Thorsen & Albert, 2005.
  - Gymnotus onca Albert & Crampton, 2001.
  - Gymnotus panamensis Albert & Crampton, 2003.
  - Gymnotus pantanal Fernandes, Albert, Daniel-Silva, Lopes, Crampton & Almeida-Toledo, 2005.
  - Gymnotus pantherinus (Steindachner, 1908).
  - Gymnotus paraguensis Albert & Crampton, 2003.
  - Gymnotus pedanopterus Mago-Leccia, 1994.
  - Gymnotus stenoleucus Mago-Leccia, 1994.
  - Gymnotus sylvius Albert & Fernandes-Matioli, 1999.
  - Gymnotus tigre Albert & Crampton, 2003.
  - Gymnotus ucamara Crampton, Lovejoy & Albert, 2003.
  - Gymnotus varzea Crampton, Thorsen & Albert, 2005.